# Fern Dell
«Fern Dell» es una canción pop con elementos de folk, interpretada por la cantante estadounidense Mandy Moore e incluida originalmente en su sexto álbum de estudio, Amanda Leigh (2009). Ésta fue coescrita por Moore, Mike Viole y también producida por el antes mencionado. Su letra habla sobre la una relación amoroso, en donde ella creía que conocía bien a su pareja. Entre noviembre y diciembre de 2009, Storefront & RED Distribution lo lanzó como  sencillo promocional del álbum. La canción es un empoderamiento de la mujer y recibió críticas generalmente favorables de los críticos. Sin embargo comercialmente no logró el éxito como sencillo promocional. 

## Antecedentes
En octubre de 2008, Moore publicada en su sitio web un video donde ella se encuentra grabadon tres canciones nuevas, junto con el cantante-escritor, pianista y guitarrista Mike Viola. Que en principio estaba previsto en un álbum de un dúo entre las dos, pero luego en enero de 2009, se reveló que sería un álbum en solitario con una colaboración con él, verá la luz en mayo de 2009. Las sesiones de grabación del álbum tuvo lugar alrededor de diciembre de 2008 en Boston, Massachusetts.
Se anunció en febrero de 2009 que el nuevo álbum iba a ser lanzado en mayo en la etiqueta Storefront Recordings. Esta disquera fue fundada por el mánager de Moore, John Leshay. Pistas confirmadas para el álbum son «Everblue», «Nothing/Everything», «Love To Love Me Back», «I Could Break Your Heart Any Day of the Week». 

## Composición
«Fern Dell» fue escrita por Moore, Mike Viole y también producida por el antes mencionado. La canción es un tema pop con elementos de folk. Su letra habla sobre la una relación amoroso, en donde ella creía que conocía bien a su pareja e incorpora líneas como: «These are the thoughts that keep me up at night/ Asleep with you/ Dull dog bark and no bite/ In love with a fool feasting for my eyes». En español: «Estos son los pensamientos que me quitan el sueño/ Dormida contigo/ Ladrido de un perro sordo pero no muerde/ En el amor con una fiesta para mis ojos tonto».

## Canciones
- Digital download

1. Fern Dell - 03:02

## Créditos
Recording locations
- (California, Estados Unidos).

Personas